# Nazionale maschile di hockey su pista dell'Australia
La nazionale di hockey su pista dell'Australia è la selezione maschile di hockey su pista che rappresenta l'Australia in ambito internazionale.

Attiva dal 1972, opera sotto la giurisdizione della Federazione di pattinaggio dell'Australia.

Al 31 dicembre 2013 occupa il 44º posto nel ranking del Comité Internationale de Rink-Hockey.

## Partecipazioni

### Campionato del mondo
| Edizione        | Piazzamento      | G  | V | P | S  |
| --------------- | ---------------- | -- | - | - | -- |
| Stoccarda 1936  | Non partecipante | -  | - | - | -  |
| Montreux 1939   | Non partecipante | -  | - | - | -  |
| Lisbona 1947    | Non partecipante | -  | - | - | -  |
| Montreux 1948   | Non partecipante | -  | - | - | -  |
| Lisbona 1949    | Non partecipante | -  | - | - | -  |
| Milano 1950     | Non partecipante | -  | - | - | -  |
| Barcellona 1951 | Non partecipante | -  | - | - | -  |
| Porto 1952      | Non partecipante | -  | - | - | -  |
| Ginevra 1953    | Non partecipante | -  | - | - | -  |
| Barcellona 1954 | Non partecipante | -  | - | - | -  |
| Milano 1955     | Non partecipante | -  | - | - | -  |
| Porto 1956      | Non partecipante | -  | - | - | -  |
| Porto 1958      | Non partecipante | -  | - | - | -  |
| Madrid 1960     | Non partecipante | -  | - | - | -  |
| Santiago 1962   | Non partecipante | -  | - | - | -  |
| Barcellona 1964 | Non partecipante | -  | - | - | -  |
| San Paolo 1966  | Non partecipante | -  | - | - | -  |
| Porto 1968      | Non partecipante | -  | - | - | -  |
| San Juan 1970   | Non partecipante | -  | - | - | -  |
| La Coruña 1972  | 10º posto        | 11 | 2 | 0 | 9  |
| Lisbona 1974    | 12º posto        | 11 | 0 | 1 | 10 |
| Oviedo 1976     | 10º posto        | 11 | 3 | 0 | 8  |

| Edizione              | Piazzamento     | G  | V | P | S |
| --------------------- | --------------- | -- | - | - | - |
| San Juan 1978         | 10º posto       | 11 | 2 | 1 | 8 |
| Talcahuano 1980       | 12º posto       | 10 | 5 | 0 | 5 |
| Barcelos 1982         | 15º posto       | 13 | 8 | 1 | 4 |
| Novara 1984           | Non qualificata | -  | - | - | - |
| Sertãozinho 1986      | Non qualificata | -  | - | - | - |
| La Coruña 1988        | Non qualificata | -  | - | - | - |
| San Juan 1989         | 10º posto       | 8  | 1 | 1 | 6 |
| Porto 1991            | 12º posto       | 8  | 0 | 1 | 7 |
| Sesto S.G. 1993       | Non qualificata | -  | - | - | - |
| Recife 1995           | Non qualificata | -  | - | - | - |
| Wuppertal 1997        | Non qualificata | -  | - | - | - |
| Reus 1999             | Non qualificata | -  | - | - | - |
| San Juan 2001         | Non qualificata | -  | - | - | - |
| Oliveira 2003         | Non qualificata | -  | - | - | - |
| San Jose 2005         | Non qualificata | -  | - | - | - |
| Montreux 2007         | Non qualificata | -  | - | - | - |
| Vigo 2009             | Non qualificata | -  | - | - | - |
| San Juan 2011         | Non qualificata | -  | - | - | - |
| Angola 2013           | Non qualificata | -  | - | - | - |
| La Roche-sur-Yon 2015 |                 |    |   |   |   |